# Helmut Schwarz (Chemiker)
Helmut F. Schwarz (* 6. August 1943 in Nickenich) ist ein deutscher Chemiker. Von Januar 2008 bis Dezember 2017 war er Präsident der Alexander von Humboldt-Stiftung.

## Leben
Helmut Schwarz erlernte zunächst den Beruf des Chemielaboranten, erwarb auf dem Zweiten Bildungsweg die Hochschulreife und studierte dann als Stipendiat der Studienstiftung des deutschen Volkes in Berlin Chemie. 1971 erwarb er das Diplom, 1972 wurde er promoviert, 1974 erlangte er die Habilitation, wobei Ferdinand Bohlmann sein Mentor war. Nach Forschungsaufenthalten am Massachusetts Institute of Technology (MIT) und in Großbritannien ist er seit 1978 Professor an der TU Berlin, 1983 wurde er dort auf eine C4-Professur berufen.
Schwarz befasst sich mit dem Ablauf chemischer Vorgänge auf molekularer Ebene, insbesondere mit Reaktionen ionischer und radikalischer organischer und metallorganischer Spezies in der Gasphase. Seine Forschung leistet grundlegende Beiträge zum Verständnis katalytischer Prozesse mit Übergangsmetallverbindungen, ebenso wurden seine frühen Untersuchungen an Fullerenen in der Fachwelt vielfach beachtet.
Darüber hinaus war Schwarz maßgeblich an der Fortentwicklung der Massenspektrometrie beteiligt, einer in Chemie und Forensik häufig angewendeten Analysemethode.
Von 2010 bis 2015 war er Mitglied des Präsidiums der Deutschen Akademie der Naturforscher Leopoldina – Nationale Akademie der Wissenschaften. Schwarz ist zudem Mitglied der Deutschen Akademie der Technikwissenschaften (Acatech). Er war von 2019 bis 2021 Vorsitzender des Universitätsrats der Julius-Maximilians-Universität Würzburg.

## Tätigkeiten als Editor und Mitglied von Editorial Boards
Schwarz war zwischen 1983 und 2010 Editor des International Journal of Mass Spectrometry und zwischen 1990 und 1994 Editor der Chemischen Berichte. Weiterhin war er Mitglied der Editorial Boards von Mass Spectrometry Reviews zwischen 1990 und 2003, der Helvetica Chimica Acta zwischen 1990 und 2002 und des Journal of the American Chemical Society zwischen 2007 und 2015. Gegenwärtig ist er Mitglied der Editorial Boards von „Advances in Physical Organic Chemistry“ (seit 2002).

## Mitgliedschaften
- Akademie gemeinnütziger Wissenschaften zu Erfurt (seit 1991)
- Deutsche Akademie der Naturforscher Leopoldina – Nationale Akademie der Wissenschaften (seit 1992)[4]
- Berlin-Brandenburgische Akademie der Wissenschaften (seit 1992)[5]
- Akademie der Wissenschaften zu Göttingen (korrespondierendes Mitglied seit 1997)[6]
- Academia Europaea (seit 1997)[7]
- Estnische Akademie der Wissenschaften (seit 2002)
- American Academy of Arts and Sciences (seit 2012)[8]
- National Academy of Sciences (seit 2018)[9]

## Auszeichnungen
- Otto-Klung-Weberbank-Preis (1980)
- Otto-Bayer-Preis (1989)
- Gottfried-Wilhelm-Leibniz-Preis (1990)[10]
- Max-Planck-Forschungspreis (1991, gemeinsam mit Chava Lifshitz)
- Liebig-Denkmünze (1998)[11]
- Prelog-Medaille und -Vorlesung (2000)
- Frank H. Field and Joe L. Franklin Award der American Chemical Society (2001)[12]
- Otto-Hahn-Preis (2003)
- Erwin-Schrödinger-Medaille (2008)
- Blaise-Pascal-Medaille in Chemie (2011)
- Bundesverdienstkreuz 1. Klasse (2012)[13][14]
- Lichtenberg-Medaille (2012)
- Schrödinger Medal der World Association of Theoretical and Computational Chemists (WATOC, 2015)[15]
- Karl-Ziegler-Preis (2015)[16]
- ENI award (2015)
- Election as Foreign Associate of the U.S. National Academy of Sciences (2018)
- Orden der Aufgehenden Sonne, 2. Klasse (2018)[17]
- BBVA Foundation Frontiers of Knowledge Awards (2024)
- Wolf-Preis in Chemie (2025)

Ehrendoktorate:
- Hebräische Universität Jerusalem (1992)
- Technion Haifa (2000)
- Leopold-Franzens-Universität Innsbruck (2006)
- Weizmann Institute of Science (2008)
- ETH Zürich (2010)
- Universität Sofia (2012)
- Hanyang-Universität, Seoul (2013)
- Academy of Sciences of Moldova, Chişinău (2013)
- Nationale Universität Córdoba, Argentinia (2017)